# رابح إيدير
رابح إيدير هو مناضل في الحركة الوطنية الجزائرية وشهيد أثناء ثورة التحرير الجزائرية، قام بتسخير منزله في قرية إيغيل إيمولا لسحب بيان أول نوفمبر 1954م مع جاره الشهيد أعمر بن رمضاني ضمن بلدية تيزي نثلاثة داخل دائرة واضية في ولاية تيزي وزو.

## منزله في إيغيل إيمولا
كان «الشهيد رابح إيدير» يملك منزلا في قرية إيغيل إيمولا متكون من طابقين، ففي الطابق الأرضي كان يملك حانوتا بمثابة مقهى وبقالة، وفي الطابق العلوي كانت هنالك غرفة لاستقبال الزوار · .
وكان هذا المنزل من بين المنازل الخمسة القليلة في القرية المربوطة بشبكة الكهرباء · .
وهذه الغرفة تطل على الساحة العامة في بلدية تيزي نثلاثة قبالة جبال جرجرة جنوبا، وقرب «قرية آيت عبد المومن» شمالا · .
وكانت زوجته تسعديت بوراس أمينة على أسرار زوجها بما سمح له بأن يكون همزة وصل بين المجاهدين في المنطقة عبر منزله ·  · .

## بيان أول نوفمبر 1954م
قام «المناضل رابح إيدير» بتسخير منزله لإيواء، بالإضافة لمنزل جاره الشهيد أعمر بن رمضاني، المناضلين المكلفين برقن وطبع وسحب الوثيقة التأسيسية للثورة التحريرية الجزائرية ·  · .
وكان المجاهد محند أكلي بن شعبان هو الذي أحضر مسودة البيان التاريخي انطلاقا من قصبة الجزائر داخل حقيبة سفر سرية إلى غاية قرية إيغيل إيمولا ·  · .
تم اختيار الحركة الوطنية الجزائرية لـ«قرية إيغيل إيمولا» من أجل سحب «بيان أول نوفمبر 1954م» الذي كتبه الصحفي محمد العيشاوي ·  · .
وكان المجاهد رمضان بن رمضاني هو الذي أحضر «الآلة الكاتبة» برفقة علي زعموم ومحمدي السعيد من بيت عبان رمضان في قرية عزوزة قرب زاوية الأربعاء نايث إيراثن بتكليف من عبان رمضان نفسه · .
فلقد أرسل كريم بلقاسم مسودة «بيان أول نوفمبر 1954م»، التي تم رقنها ليلا في قصبة الجزائر، إلى قرية «إيغيل إيمولا» ليتم سحبها من طرف «علي زعموم» قبل تسليمها إلى أعمر أوعمران من أجل نقلها وتوزيعها عبر كل ربوع الجزائر قبل اندلاع ثورة التحرير الوطني · .

## ثورة التحرير الوطني
شارك «الشهيد رابح إيدير» مع المجاهد علي زعموم في أول هجوم على مركز بلدية تيزي نثلاثة مباشرة بعد اندلاع ثورة التحرير الوطني.
وكانت المجموعة المشاركة متكونة من عديد المجاهدين الذين نظموا الاشتباك في مركز البلدية الاستيطانية.

## التصنيف الثقافي
تم في عام 2014م الشروع داخل محمية إيغيل إيمولا في تصنيف المنزلين المملوكين من طرف «الشهيدين رابح إيدير وأعمر بن رمضاني» الذين احتضنا رقن وسحب «بيان أول نوفمبر 1954م» في «قرية إيغيل إيمولا» ضمن الموروث الثقافي المحمي في الجزائر · .
وحسب الأمرية الوزارية المؤرخة بتاريخ 21 جانفي 2015م، فإن هذين البيتين الذين احتضنا طبع هذا البيان التاريخي قد تم إدراجهما من طرف «وزارة الثقافة» ضمن «المحميات الوطنية الجزائرية» · .

### فتح دعوى التصنيف في 2014م
تمت مواصلة دعوى تصنيف المنزلين بواسطة القرار المؤرخ في 20 جمادى الثانية 1435هـ الموافق لتاريخ 20 أفريل 2014م والمتضمن فتح دعوى تصنيف «المـنـزل التاريخي الذي تمت فيه كتابة وطبع بيان أول نوفمبر 1954م بإيغيل إيمولا» · .

### تجديد دعوى التصنيف في 2015م
تم التصنيف الرسمي لـ«محمية إيغيل إيمولا» عبر قرار مؤرخ فـي 30 ربيع الأول 1436هـ الموافق لتاريخ 21 جانفي 2015م الذي يتضمن فتح دعوى تصنيف «المنزلين اللذين تم فيهما كتابة وطبع بيان أول نوفمبر 1954م بقرية إيغيل إيمولا» · .

### المطابقة الثقافية في 2015م
تمت مطابقة "محمية إيغيل إيمولا" مع مواصفات وزارة الثقافة الجزائرية بعـد الاطلاع على الـرأي المؤيد الذي أصدرته "اللجنة الوطنية
للممتلكات الثقافية" خلال اجتماعها المنعقد بتاريخ 15 سبتمبر 2015م · .

### قرار التصنيف في 2016م
تم تفعيل تصنيف المنزلين بواسطة القرار المؤرخ في 20 رجب 1437هـ الموافق لتاريخ 28 أفريل 2016م والمتضمن فتح دعوى تصنيف «المـنـزل التاريخي الذي تمت فيه كتابة وطبع بيان أول نوفمبر 1954م بإيغيل إيمولا» ·  · .

## الموقع
يقع «منزل الشهيد رابح إيدير» ضمن «محمية إيغيل إيمولا» في ولاية تيزي وزو، غير بعيد عن ولاية بومرداس، ويجري قربها وادي سيباو.
وهذا الموقع الرائع يبعد بمسافة 17 كلم جنوب مدينة تيزي وزو ويقابل الحديقة الوطنية جرجرة.
يقع «منزل الشهيد رابح إيدير» في «محمية إيغيل إيمولا» على بُعد مستقيم قدره 38 كلم إلى الجنوب من البحر الأبيض المتوسط، وعلى بُعد مستقيم قدره 47 كلم إلى الغرب من بحيرة أكفادو.
ويقع هذا المنزل في بلدية تيزي نثلاثة ضمن دائرة واضية.

## شخصيات
- محند أكلي بن شعبان
- أعمر بن رمضاني
- محمد زعموم
- علي زعموم
- محمدي السعيد
- أعمر أوعمران
- محمد العيشاوي
- كريم بلقاسم
- رابح بيطاط

### مقالات إضافية
- قائمة أعلام الجزائريين
- وزارة المجاهدين الجزائرية
- وزارة الثقافة الجزائرية
- قائمة المواقع والمعالم المصنفة في الجزائر
- قائمة المواقع والمعالم المصنفة في ولاية تيزي وزو
- قرية إيغيل إيمولا
- بلدية تيزي نثلاثة
- دائرة واضية
- ولاية تيزي وزو
- منطقة القبائل

### فايسبوك
- رابح إيدير  على فيسبوك.

### فيديوهات
- فيديو ترحيبي في إيغيل إيمولا على يوتيوب
- بيان أول نوفمبر 1954م في إيغيل إيمولا على يوتيوب
- المجاهدة زهرة ظريف بيطاط في زيارة إلى إيغيل إيمولا على يوتيوب
- مناظر طبيعية في إيغيل إيمولا على يوتيوب
- الفخار في إيغيل إيمولا على يوتيوب
- صور طبيعية في إيغيل إيمولا على يوتيوب

### وصلات خارجية
- الموقع الرسمي لوزارة المجاهدين الجزائرية
- الموقع الرسمي لوزارة الثقافة الجزائرية
- الموقع الرسمي لولاية تيزي وزو

### قرى في ولاية تيزي وزو
- إيغيل إيمولا
- قرية تيقمونين
- قرية بوعبد الرحمن
- قرية إيغيل بوشن
- قرية إيغيل بوماس